# Blowin' in the Wind
Pistes de The Freewheelin' Bob Dylan
Girl from the North Country
Blowin' in the Wind est une chanson pacifiste de Bob Dylan, écrite en avril 1962, enregistrée le 9 juillet et parue sur l'album The Freewheelin' Bob Dylan sorti le 27 mai 1963. Archétype de la chanson de protestation, sa portée humaine et poétique en fit l'hymne d'une génération, et contribua, pour certains, à ériger son jeune auteur de 21 ans en porte-parole, en guide spirituel du mouvement des droits civiques.

## Écriture
C'est dans un café, The Commons, appelé plus tard le Fat Black Pussycat, un après-midi d'avril 1962, que naît la chanson. Après une discussion d'ordre politique, quelques paroles sont rapidement posées sur le papier, puis quelques notes de musique.
Dylan se rend alors au Gerd's où se produisent notamment Gil Turner et les New World Singer. À l'entracte, Turner rejoint le coin des artistes, où Dylan joue sa chanson. Turner, enthousiaste, lui demande de la lui enseigner puis rejoint la scène où il annonce: « Mesdames et Messieurs, j'aimerais vous chanter maintenant une chanson de l'un de nos meilleurs auteurs-compositeurs. L'encre n'est même pas sèche et voilà à quoi ça ressemble. » Après que Turner l'a interprétée, le public est debout et l'ovationne; la chanson est un succès.
À propos de l'écriture de Blowin' in the Wind, Dylan dit au Los Angeles Times: « J'ai écrit cette chanson en 10 minutes, aligné les mots comme un chant religieux […]. C'est dans la tradition du folk. Tu prends ce qui a été transmis ».

### Analyses
Blowin' In The Wind est la première composition d'importance de Dylan, c'est également la plus célèbre des « protest songs ». Située dans un contexte de tension au Viêt Nam, du mouvement pour les droits civiques, la chanson ne fait pourtant allusion à aucun évènement particulier, ce qui contribue à la rendre intemporelle.

La chanson est constituée de trois strophes, chacune composée de huit vers. Chaque vers comprend une question, dont la réponse, toujours identique, constitue le refrain : 
« The answer, my friend, is blowin' in the wind
The answer is blowin' in the wind »

Peter, Paul and Mary chantent une version polyphonique de Blowin' in the Wind lors de la Marche sur Washington le 28 août 1963.

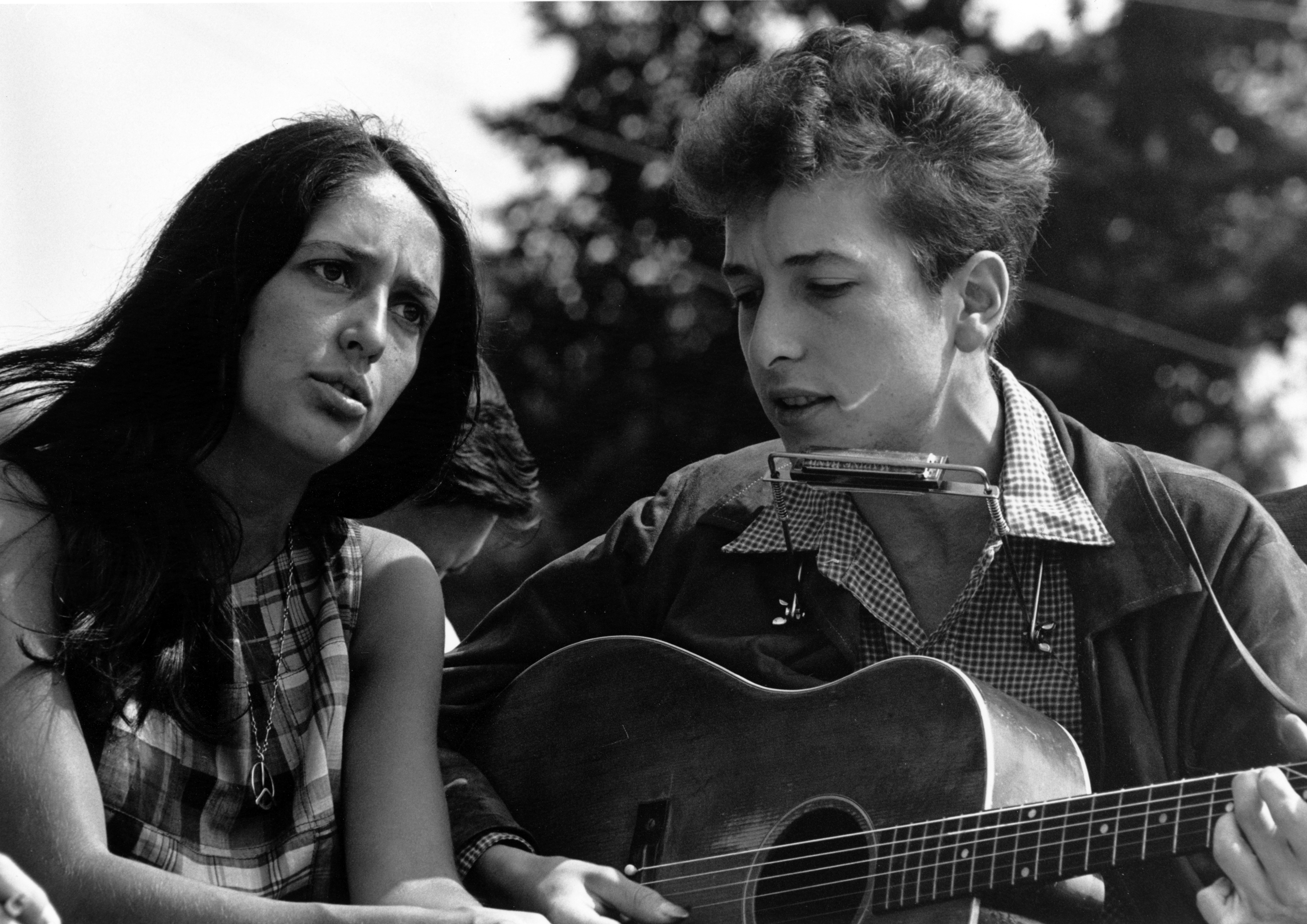
Joan Baez et Bob Dylan lors de la même Marche sur Washington.

La brièveté du texte, ajoutée à la tournure interrogative, naïve du style, tend à souligner l'apparente simplicité de la réponse, indépendamment de la complexité des questions. Cependant, la réponse, vague, ne répond pas à la révolte qui sous-tend les questions posées, claires et tranchées, et à l'aspect quantitatif bien marqué (avec la reprise obsédante de « How many... ? », « combien... ? » au début de chaque verset) : il est seulement dit à l'auditeur où il peut trouver la réponse. 
Mais cette réponse est fuyante et insaisissable comme le vent. Pourtant le ton prophétique d'ensemble, l'aspect anaphorique et rhétorique du texte renvoient, consciemment, à l'univers religieux du sermon en chaire comme aux questions-réponses des refrains du Negro spiritual et du Gospel song ; ils font attendre une juste réponse surnaturelle à ces appels angoissés, à cette révolte... 
Voir, dans la même période, peu après, le discours célèbre de Martin Luther King : « I have a dream », qui repose lui aussi sur des anaphores ; cette chanson de Dylan sera d'ailleurs chantée par Peter, Paul and Mary le même jour que ce discours lors de la Marche sur Washington pour l'emploi et la liberté dans le cadre du mouvement pour les droits civiques le 28 août 1963, où Bob Dylan et Joan Baez ont aussi chanté séparément puis ensemble, notamment When the Ship Comes In, une autre chanson de Dylan à la tonalité biblique et protestataire, comme We Shall Overcome aussi chantée par Baez ce jour-là,. 
Mais Dieu ici ne répond que par le silence de la musique légère du vent, et Dylan se dérobe à sa posture prophétique initiale, comme il le fera plus tard au long de sa carrière.
Au sujet du refrain, Gordon Friesen, rédacteur au Broadside Magazine, suggéra une référence elliptique au drapeau américain, en citant les « vieilles guenilles de pavillons que souffle le vent » de Ralph Waldo Emerson, qui dénonçait le patriotisme inconditionnel, symbolisé par drapeau national.
L'image métaphorique du vent peut également être une allusion au contexte de l'époque, où la violence des conflits, les morts dénotaient un accroissement perceptible de la tension politique. D'autres voient dans le « silence » du vent la nécessité de trouver la réponse en soi-même. Et aussi le fait que la réponse aux divers questionnements fondamentaux de l'homme — le mystère de l'être, le sens de l'existence de chacun, l'absurdité de la violence et de la mort perpétrée ou programmée — ne peut être qu'énigmatique et provisoire, évanescente, seulement saisie au vol par l'intuition.  

D'ailleurs Bob Dylan lui-même a déclaré (voire avoué) : 

« Je n'ai pas grand-chose à dire sur cette chanson sinon que les réponses sont dans le souffle du vent. Elles ne sont pas dans les livres, les films, la télé ou les discussions politiques. Mec, les gens branchés prétendent me dire où se trouve la vérité, mais je n'y crois pas. Je dis toujours qu'elle est dans le souffle du vent et que, comme une feuille de papier jetée en l'air, elle retombera un jour... Mais le problème en fait, c'est que personne n'attrape la réponse au moment où elle redescend du ciel, si bien qu'il n'y a pas grand monde qui aille y voir, et savoir... et alors, elle reprend son envol à nouveau. »

— Bob Dylan  pour Sing Out!, Anthony Scaduto, Bob Dylan, p. 205

### Soupçon de plagiat
Dylan fut soupçonné (à tort) de ne pas avoir été l'auteur des paroles de Blowin' in the Wind : il aurait acheté les paroles à un garçon de Millburn dans le New Jersey, Lorre Wyatt. Plus précisément il les aurait obtenues en échange d'un don de 1 000 dollars américains à un organisme de charité, le CARE. La rumeur continua de circuler et réapparut dans Newsweek, à l'automne 1963.
Ce n'est qu'en 1974 que les soupçons se levèrent quand Wyatt écrivit pour New Times:

« Le manteau de trucage que j'avais confectionné il y a des années est usé jusqu'à la corde : il ne m'est jamais bien allé. Il est temps à présent de payer les violons. Bien des gens étant en colère contre ce qu'ils voient comme la métamorphose récente de Dylan, le Prophète-Poète, en prophète du Profit, la poussière des rumeurs recommence à voler. Il importe d'effacer le post-scriptum insidieux aux paroles de Dylan qui demeure encore dans bien des esprits. La seule façon responsable de détruire ce post-scriptum est de mettre à disposition toute l'histoire de mes paroles... Je suis seulement désolé d'avoir mis 11 ans à dire: Je suis désolé. »

— Lorre Wyatt, Robert Shelton, Bob Dylan sa vie et sa musique : Like a Rolling Stone, p. 172

## Reprises
La chanson, inspirée d'un air traditionnel des esclaves noirs à la mélodie très simple, est, à peine quelques jours plus tard, reprise par les étudiants sur les pelouses des campus universitaires, et par les chanteurs de folk. Le texte de la chanson paraît au mois de mai dans la sixième édition de Broadside Magazine, un journal de musique folk. La chanteuse américaine Odetta reprend la chanson en 1963 sur l'album Odetta Sings Folk Songs.
Les New World Singers sont les premiers à enregistrer Blowin' in the Wind, sur Broadside Ballads, Vol. 1. Dylan l'enregistre le 9 juillet 1962, lors des sessions de The Frewheelin', qui paraîtra en mars 1963. Elle est également enregistrée en mars 1963 par Marie Laforet (1er EP Festival) et par le Chad Mitchell Trio sur l'album Chad Mitchell Trio in Action, en mars 1963.
Albert Grossman, le manager de Dylan, est aussi celui de Peter, Paul and Mary : c'est par son entremise que ces derniers découvrent Blowin' in the Wind. À l'été 1963, Peter, Paul and Mary enregistrent leur version, qui va faire connaître la chanson dans le monde entier. Le 18 juin 1963, Warner Bros sort le single. Dans les huit semaines, il s'écoule à 320 000 exemplaires et atteint la seconde position des charts, derrière Fingertips (part II), de Stevie Wonder. Certaines radios à Cleveland, Washington et Philadelphie la passent toutes les heures, tandis que Bill Randle et Bill Gavin, des hommes de radio influents, la considèrent comme la chanson de l'année. Le nombre d'exemplaires vendus dépasse les précédents hits de Peter, Paul And Mary et dans le monde, 2 millions d'exemplaires sont vendus.
La Columbia, surprise, lance le single chanté par Dylan, mais il n'entre pas dans les classements. Dylan semble alors plus reconnu pour ses qualités d'auteur que d'interprète.
Blowin' in the Wind sera reprise par des dizaines d'interprètes dont Joan Baez, Judy Collins, Elvis Presley, Janis Joplin, The Kingston Trio, Chet Atkins, Sam Cooke, Neil Young, Ziggy Marley, Ben Sidran, Me First and the Gimme Gimmes, Cher (artiste) en 1965,  ou Katie Melua (Taratata 2006). En France, elle est reprise par Marie Laforêt (The answer my friend is blowing in the wind), Hugues Aufray (Dans le souffle du vent), Richard Anthony (Écoute dans le vent, adaptation de Pierre Dreyfus en 1964), ou encore Graeme Allwright (Soufflé par le vent, en 2008 sur son album live Des inédits... pour le plaisir).
Elle sera aussi reprise en espagnol par le groupe 007 sous le titre Soplando en el viento, extrait de l'album "Vuelven los 007".
Elle inspirera également de nombreuses chansons militantes aux États-Unis, où l'intégration est devenue un sujet brûlant. On peut citer Alma Ater du Chad Mitchell Trio, ou Dogs of Alabama de Tom Paxton.

### Version de Stevie Wonder
Singles de Stevie Wonder
Nothing's Too Good For My Baby
(1966) A Place in the Sun
(1966)
En 1966, Stevie Wonder enregistre une version pour son album Up-Tight, dont le single entrera dans le top 10 du Billboard Hot 100.
Au début des années 1960, à peine adolescent, Stevie Wonder se sent déjà concerné par les événements du monde qui l'entoure, ce qui lui permettra d'écrire ses plus belles chansons dans les deux décennies suivantes. Clarence Paul, son producteur de l'époque, lui propose naturellement le titre Blowin' in the Wind, déjà repris avec succès en 1963 par Peter, Paul and Mary (2e position au Billboard Hot 100). Wonder l'interprète en concert pendant deux ans, en duo avec Paul depuis qu'un trou de mémoire lors du second couplet avait conduit ce dernier à monter sur scène pour l'accompagner. Wonder l'invite ainsi à ses côtés lors de plusieurs interprétations en public et l'engouement est tel qu'il les pousse à enregistrer la chanson au studio A de Hitsville USA en janvier 1966, alors que son single Uptight (Everithing's Alright) entre dans les classements nationaux aux États-Unis et au Royaume-Uni. Blowin' in the Wind occupera la troisième piste sur son album Up-Tight sorti en mai.
La version de Wonder est dotée d'un rythme légèrement plus rapide, dans un esprit piano blues, accompagné d'une basse. Le chanteur offre une interprétation plus directe en exposant des faits plutôt qu'en posant des questions comme le laissait penser les intonations de Bob Dylan dans l’œuvre originale.
Le single sort chez Tamla en le 28 juin 1966 (réf. T-54136), accompagné en face B de Aint That Asking for Trouble, une chanson co-écrite par Clarence Paul, Stevie Wonder et Sylvia Moy, et co-produite avec Henry Cosby. Le succès du single fait de lui le premier artiste noir à entrer dans le top 10 du Billboard Hot 100 avec une reprise de Blowin' in the Wind tout en attirant l'attention du public blanc.
En 2003, la Motown dévoile une version antérieure, enregistrée dès décembre 1963, via sa série de compilations Motown Unreleased. Wonder n'a alors que 13 ans et sa voix est encore tremblante ce qui incitera le label à ne pas la diffuser.
Depuis lors, la chanson fait partie de son répertoire sur scène : au début des années 1970 et ses concerts au Copacabana jusqu'à 2018 et son concert au MassMutual Center.

#### Crédits
- Stevie Wonder : voix
- Clarence Paul : accompagnement vocal (non crédité)[19], arrangement[24]
- The Funk Brothers (James Jamerson, Benny Benjamin (en), Earl Van Dyke, Robert White (en) et Joe Messina (en)) : instrumentation[14]

#### Classement
| Classement (1966)                      | Meilleure position |
| -------------------------------------- | ------------------ |
| Royaume-Uni (UK Singles Chart)         | 36                 |
| États-Unis (Billboard Hot 100)         | 9                  |
| États-Unis (Best Selling Soul Singles) | 1                  |
| Canada (RPM Top Singles)               | 12                 |
| Pays-Bas (Dutch Charts)                | 8                  |
| Pays-Bas (Nederlandse Top 40)          | 9                  |

## Distinctions
La version originale de Bob Dylan est intronisée au Grammy Hall of Fame en 1994, celle de Peter, Paul and Mary reçoit la même récompense en 2003. En 1995, Blowin' in the Wind est sélectionnée par le Rock and Roll Hall of Fame, comme l'une des « 500 chansons qui ont façonné le rock 'n' roll ».